# Zira
Zira är en ort i Indien.   Den ligger i distriktet Ferozepur och delstaten Punjab, i den norra delen av landet, 300 km nordväst om huvudstaden New Delhi. Zira ligger 214 meter över havet och antalet invånare är 31 350.
Terrängen runt Zira är mycket platt. Runt Zira är det tätbefolkat, med 397 invånare per kvadratkilometer. Zira är det största samhället i trakten. Trakten runt Zira består till största delen av jordbruksmark.